# 고산항 (제주시)
고산항은 제주특별자치도 제주시 한경면 고산리에 있는 어항이다. 1999년 12월 30일 지방어항으로 지정되었다. 관리청은 제주특별자치도, 시설관리자는 제주시장이다.

## 연혁
고산리 지역은 서기 1300년경에 형성된 고촌으로 옛 풍수사 호종단(중국인)이 귀국하는 것을 막았다하여 차귀도라 불렀다. 고려말에 모동장에서 합적인 성을 쌓고 양마하던 곳이었으며 합적이 돌아간 뒤에는 진이라하여 성정군 방군 하후선을 두었고 그 후 외적의 침입을 막기 위해서 이조 세종 21년(서기 1440년)에 안무사 한승순이 처음으로 둘레 2,460척 높이 22척의 축성을 쌓고 성내에는 군기고까지 마련하였던 중요한 요새지였다. 그 후 이조 이원진 목사때 차귀진이라하여 마을 이름을 신두모리라 부르다가 주민의 자주성과 주체성 확립을 위해 당산봉이 있다해서 당산리라 개칭한 후 1971년 서부측량사업 실시 후 한림면에 속해 있으면서 고산리라고 다시 개칭이 되었다.

## 어항 구역
- 수역: 항내 남측 100m지점(N: 33°18′16″, E:126°9′57″)에서 W방향으로 30m, N방향으로 440m, E방향으로 180m이동하여 육지부와 접속한(N: 33°18′31″, E:126°10′3″)지점의 선내의 구역
- 어항구역면적 : 75,000m2,  항내수면적: 15,000m2

## 어항 시설
- 방파제 304m, 물양장 70m, 선착장 261m

## 기본 계획
- 방파제 406m, 물양장 130m, 선착장 261m, 호안 234m[1]

## 개발 계획
- 2010년 1월 12일 제주특별자치도는 고산항을 조상들의 삶과 애환을 담고 있는 전통포구로 복원, 스토리가 있는 해양문화, 관광자원으로 개발할 계획이다.[2]
- 2019년 2월 13일 지방어항(고산항) 개발계획이 변경 고시되었다.[3]

## 주요 어종
- 옥돔, 갈치, 전복, 소라, 돌미역

## 주변 볼거리
- 올레길 12코스, 차귀도, 당산봉

## 관련 축제
- 모슬포 대방어축제(인근 모슬포항 연 11~12월 사이)